# 田淵宏明
田淵 宏明（たぶち ひろあき、1976年5月5日 - ）は、税理士、経営者、日本のYouTuberである。辰年、牡牛座。

## 人物
大阪府豊中市出身。大阪府立豊中高等学校を卒業後、関西学院大学経済学部へ入学し、卒業。

## 趣味

### 運動
中学・高校時代は陸上競技に取り組んでおり、中学2年生の時に100M11秒9の記録で走り、豊中市の大会で数度優勝している。しかし、高校2年生の時の肉離れが原因で引退した。

## 仕事

### 税理士としての活動
大学を卒業後、2000年（平成12年）に中原会計事務所に入所。2001年（平成13年）に税理士試験最終5科目を合格。2002年（平成14年）に世界４大会計事務所の新日本アーンスト・アンド・ヤング税理士法人へ入所し、国際税務に従事。2005年（平成17年）6月、29歳でヒロ☆総合会計事務所を創業する。一人で立ち上げた事務所だが、2022年6月現在で14名のスタッフを抱えている。
2022年10月4日時点で、業務拡大に伴い組織変更を行い税理士法人化して税理士法人Five Star パートナーズという名称に変更している。

### YouTuberとしての活動
2017年10月に最初の動画を公開し、税務に関する情報をYouTube内で公開する。専門学校での講師経験を活かした熱い話しぶりや、”教壇に立つ教師”のような姿に動画を頼りにしている視聴者も多く士業YouTuberとして人気を博す。その後2024年12月時点でチャンネル登録者数は40万人を超えている。
また「税理士 YouTuber ヒロ★税理士」（商願2019-49692）として2019年4月9日に商標登録されている。広告塔としては、コピー機Gメンというコピー機や複合機の価格相場がわかるサイトの監修を務める。

### 取材・メディア関連
2019年10月、テレビ朝日『グッド！モーニング』７時ニュースまとめスタジオコーナー『チュートリアル徳井氏の脱税事例解説』コーナーに登場。
2019年12月、夕刊フジで取り上げられた際には「中高年YouTuber」として取り上げられている。
2020年3月、弥生（ソフトウェア）とのタイアップにより、YouTube動画「弥生のクラウド申告ソフトを活用して、自宅で確定申告を期限内に終わらせる方法とは？」を公開。
2021年6月、KaikeiZineにてインタビュー記事掲載。
2021年7月、NIKKEI STYLEにて、サラリーマンでもできる節税術を寄稿。
2022年1月、HUPRO MAGAZINEにて、インタビュー記事掲載。

### 企業セミナー講師
企業セミナー講師としての顔も持つ。税務や会計、相続に関することだけでなく、起業や資金繰り、コーチングなど企業経営に関する内容なども講演実績あり。

## 著書
- 『日本一わかりやすい ひとり社長の節税 〜税理士YouTuberが“本音"で教える〜』ぱる出版、2020年6月。ISBN 978-4827212266
- 『YouTube副業で月10万円を稼ぐ 知識ゼロから最短で「好き」をお金に変える方法』SBクリエイティブ、2022年3月。ISBN  978-4815605384
- 『なんで私の給料からイロイロ引かれるの？　税金弱者サラリーマンのお金の取り戻し方』KADOKAWA、2023年3月。ISBN  978-4046058904
- 『０からわかる！お金の増やし方超入門 0からわかる！お金の増やし方』ソシム、2023年8月(監修)。ISBN  978-4802614245
- 『まんがで分かる フリーランス お金の教科書』コスミック出版、2021年2月（監修）ISBN  978-4774789378